# USS S-3 (SS-107)
El USS S-3 (SS-107) fue el segundo submarino clase S de la Armada de los Estados Unidos.

## Características
Desplazaba 876 t en superficie y 1092 t sumergido. Tenía una eslora de 231 ft  (70,4 m), una manga de 13 ft 1 plg (4 m) y un calado de 13 ft 1 plg (4 m). Su velocidad es 15 nudos en superficie y 11 nudos en inmersión. Su tripulación era de 38 hombres. Sus armas eran cuatro tubos lanzatorpedos de 21 pulgadas (533 mm).

## Historia
El USS S-3 (SS-107) fue la tercera unidad de la clase S. Conocido como el «Government-type», uno de los tres botes construidos con las mismas especificaciones generales pero con diferentes tipos de diseño para comparación de performances. Para ello, dicho trío de submarinos fue encargado a diferentes astilleros. El S-1 era conocido como el «Holland-type» y el S-2 como el «Lake-type».
Las primeras operaciones del S-3 consistieron en maniobras en la costa de Nueva Inglaterra, en la parte de Portsmouth y New London. En 1920, visitó La Habana en dos ocasiones, una en enero y otra en diciembre.
En enero de 1921, fue asignado a la Submarine Division 12 la cual, junto a la SubDiv 18, se reunió en las afueras de Portsmouth para el más extenso viaje de submarinos estadounidenses hasta entonces. El S-3 fue reasignado en Mare Island, California. El S-3, por su parte, salió hacia la costa oeste, donde permaneció hasta mediados de 1923. Regresó a Nueva Inglaterra, donde fue agregado a la Atlantic Fleet y asignado a tareas de experimentos en la Submarine School —reemplazaba al S-1.
En 1927, el S-3 formó la Submarine Division 4 junto al S-1 y, ambos, comenzaron un programa de navegaciones a la Zona del Canal de Panamá.
En 1931, el S-3 fue descomisionado el 24 de marzo y posteriormente siendo desguazado.